# Temporada de ciclones en el suroeste del Índico de 1960-61
La temporada de ciclones en el suroeste del océano Índico de 1960-1961 fue una de las temporadas ciclónicas menos activas registradas en el suroeste del océano Índico. Solo tuvo 6 depresiones tropicales, 5 tormentas con nombre, 4 tormentas tropicales y 1 ciclón, Doris. Además, ninguna de sus tormentas tocó tierra, por lo que casi no hubo muertes ni daños. La temporada también fue la segunda con tormentas con nombre, la primera fue la de 1959-60.

## Ciclones tropicales

### Tormenta tropical Anna
Ana existió del 11 al 14 de noviembre. Su intensidad máxima fue de 65 kilómetros por hora, o 40 millas por hora, con vientos máximos sostenidos de un minuto.

### Depresión tropical sin nombre
Entre el 29 y el 30 de noviembre, en la parte noreste de la cuenca se produjo brevemente una depresión tropical, cuya intensidad máxima se desconoce en la actualidad.

### Tormenta tropical Bárbara
Barbara existió desde el 27 de noviembre hasta el 3 de diciembre. En vientos máximos sostenidos de un minuto, su intensidad máxima fue de 85 millas por hora, es decir, 50 kilómetros por hora. Durante toda su duración se mantuvo alejado de la tierra.

### Tormenta tropical Clara
Clara, un ciclón tropical de movimiento lento, duró del 1 al 6 de enero y estuvo a punto de tocar tierra en dos ocasiones. El día de Año Nuevo se formó cerca de Madagascar. Al desplazarse hacia el oeste-noroeste, Clara alcanzó su intensidad máxima de 50 km/h. A medida que se disipaba, los restos de Clara se desplazaron sobre Mozambique.

### Ciclón tropical Doris
Doris fue la única tormenta de la temporada que alcanzó la fuerza de un ciclón. El 24 de enero de 1961 se formó al este de Madagascar. Unos días después, Doris alcanzó su máxima intensidad, con vientos máximos sostenidos de 1 minuto de 90 mph o 150 km/h. A medida que avanzaba hacia el sureste, comenzó a debilitarse. Doris finalmente se disipó el 2 de febrero y duró 9 días.

### Depresión tropical Eva
El 7 de febrero de 1961 se formó la última tormenta de la temporada, Eva. Sin embargo, pronto se topó con condiciones desfavorables y se disipó el 10 de febrero, tres días después. Su intensidad máxima en un minuto fue de 55 km/h (35 mph).